# غارات تتار القرم والنغاي على أوروبا الشرقية

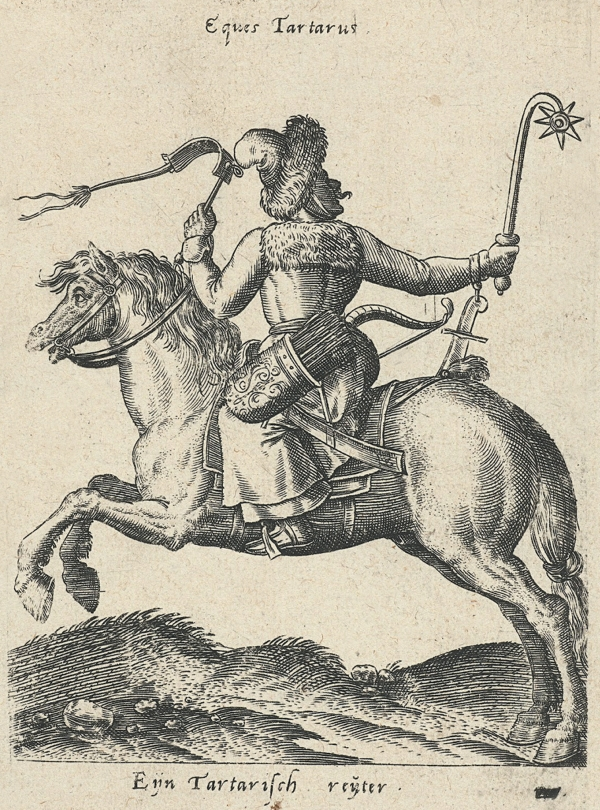
أدرج أبراهام دي بروين (1540-1587) العديد من الشخصيات الشرقية في أعماله، بما في ذلك التتار. يوجد أحدهم في الألبوم ضمن الفرسان الستة والسبعين في تلك الحقبة.

على مدى أكثر من ثلاثة قرون أجرى جيش خانية القرم وقبيلة النوغاي ما يُعرف بغارات العبيد على الأراضي التي تسيطر عليها روسيا والاتحاد البولندي الليتواني بشكل أساسي، وعلى مناطق أخرى أيضًا.
كان هدفهم الرئيسي أسر العبيد، المستجلبين بمعظمهم إلى أسواق العبيد العثمانية في القسطنطينية أو أي مكان آخر في الشرق الأوسط. سيطر تجار جنوة والبندقية على تجارة العبيد من شبه جزيرة القرم إلى أوروبا الغربية. كانت الغارات استنزافًا للموارد البشرية والاقتصادية في أوروبا الشرقية. قطن معظمهم في «أراضي الحقول البرية» – السهوب وسهوب الغابات التي تمتد من نحو 100 ميل جنوب موسكو إلى البحر الأسود والتي تضم اليوم معظم السكان الروس والأوكرانيين. لعبت الحملات أيضًا دورًا هامًا في توسع القوزاق.
تختلف تقديرات عدد الأشخاص المتأثرين، إذ قدر المؤرخ البولندي بوهدان بارانوفسكي أن الكومنولث البولندي الليتواني في القرن السابع عشر (في الوقت الحاضر بولندا وليتوانيا ولاتفيا واستونيا وأوكرانيا وروسيا البيضاء) فقد سنويًا 20,000 شخص في المتوسط وما وصل إلى مليون شخص بالمجمل من عام 1474 إلى 1694. يقدر ميخائيل خودارخوفسكي أنه اختُطف من 150,000 إلى 200,000 شخص من روسيا في النصف الأول من القرن السابع عشر.
وقعت أول غارة كبيرة في عام 1468 ووُجهت نحو الحدود الجنوبية الشرقية لبولندا. وقعت آخر غارة على المجر في عام 1717. في عام 1769، أُسر في آخر غارة كبرى للتتار، والتي وقعت خلال الحرب الروسية التركية، 20,000 عبد.

## الأسباب

### العوامل الاقتصادية
وقعت معظم الغارات على الأراضي الحالية لروسيا وأوكرانيا – كانت الأراضي مقسمة في السابق بين موسكوفي وليتوانيا، إلا أن بعضها الآخر وقع على مولدافيا وشركيسيا (شمال القوقاز). شارك جزء كبير من سكان القرم الذكور في هذه الحملات.
كان الهدف الاقتصادي من الغارات هو الغنائم، بعضها مادي، لكن معظمها كان بشريًا. بيعت السلع التجارية البشرية في معظمها إلى الإمبراطورية العثمانية، مع بقاء بعضها في شبه جزيرة القرم. شكل العبيد والمحررون نحو 75% من سكان القرم. وفقًا للموسوعة البريطانية: «كان معروفًا أنه مقابل كل عبد يبيعه القرميون في السوق، يُقتل عدة أشخاص آخرين أثناء الغارات، ويلقى عدة آخرون حتفهم في طريقهم إلى سوق العبيد». كان سوق العبيد الرئيسي هو مدينة كفة التي كانت بعد عام 1475 جزءًا من الشريط الساحلي لشبه جزيرة القرم العائد إلى العثمانيين. في سبعينيات القرن السادس عشر، عُرض قرابة 20,000 عبد سنويًا للبيع في كفة.

### العوامل السياسية
انفصلت خانية القرم عن القبيلة الذهبية عام 1441. عندما وصلت القبيلة إلى نهايتها عام 1502، زالت المنطقة الفاصلة بين شبه جزيرة القرم وجيرانها الشماليين. استغل الخانات الصراع الدائر بين ليتوانيا وموسكو، بتحالفهم مع إحداهما ثم مع الأخرى، واستغلال تحالفهم مع إحداهما لتبرير الهجوم على الأخرى. خلال الحرب الروسية الليتوانية من عام 1500 إلى 1506، تحالفت القرم مع روسيا وتوغلت داخل ليتوانيا. لم يدم هذا التحالف طويلًا، وبدأت الغارات شبه المستمرة على موسكوفي عام 1507.
أحرق خان القرم، دولت كراي الأول، موسكو خلال حملة 1571. أحصى المعاصرون ما يصل إلى 80,000 ضحية لغزو التتار عام 1571، مع أسر 150,000 روسي. فر إيفان الرهيب، بعد أن علم باقتراب جيش خانية القرم من موسكو، إلى كولومنا مع قوات الأوبريتشنيك (الشرطة السرية).
بعد حرق موسكو، غزا الخان دولت كراي، بدعم من الإمبراطورية العثمانية، روسيا مرة أخرى في عام 1572. رغم توحيد قوة من التتار والأتراك، إلا أنها هُزمت هذه المرة في معركة مولودي. في شهري يوليو وأغسطس، هزم الجيش الروسي أيضًا حشد التتار البالغ قوامه 120,000، بقيادة الأمير ميخائيل فوروتينسكي والأمير دميتري خفوروستينين.
في عام 1620، شارك التتار في معركة تسوتسورا، حيث ساهموا بشكل كبير في انتصار الأتراك الساحق على البولنديين الليتوانيين. في 1672 كُلف الخان سليم الأول كراي بالانضمام إلى الجيش العثماني أثناء الحرب البولندية العثمانية (1672 – 1676) والتي نجح فيها في غزو بار.